# Mariazell
Mariazell je grad u austrijskoj pokrajini Štajerskoj, poznato hodočasničko i zimsko odredište.

## Zemljopis
Grad je smješten 143 km od Graza, u dolini Salza, usred sjevernih Štajerskih Alpa. U blizini grada nalazi se alpsko jezero Erlaufsee.

## Povijest
Mariazell je najvažnije hodočasničko mjesto u Austriji i također ima veliko značenje za katolike iz susjednih istočnih zemalja. To je svetište posvećeno Djevici Mariji, ističe se Marijin kip, isklesan u lipovom drvu. Papa Benedikt XVI. posjetio je 2007. godine Mariazell povodom 850. obljetnice osnutka svetišta.

## Gradovi prijatelji
| - Esztergom (Mađarska) - Loreto (Italija) |

## Vanjske poveznice
- Službene stranice grada  Arhivirana inačica izvorne stranice od 25. veljače 2019. (Wayback Machine)

### Ostali projekti
|  | Zajednički poslužitelj ima još gradiva o temi Mariazell |